# Alanis Morissette: The Collection
The Collection es el primer álbum compilatorio de la intérprete canadiense Alanis Morissette, publicado el 15 de noviembre de 2005 por Maverick Records y contiene material de 1995 a 2005. A pesar de ser un disco compilatorio no incluye todos sus éxitos, como "All I Really Want", "Joining You", "Unsent" y "So Pure" entre otros, además de no incluir sencillos de sus primeros dos discos editados en Canadá. También incluye contribuciones a bandas sonoras como las de Dogma, De-Lovely y City of Angels, además de un tema que grabó para la compilación The Prayer Cycle.
El álbum fue promocionado con el vídeo de la canción "Crazy", único tema inédito del disco, versión del éxito que hiciera famoso a Seal, a principios de la década de 1990. Como curiosidad incluyó un videoclip inédito, de la canción "Joining You", del álbum Supposed Former Infatuation Junkie, que no vio la luz en aquellos días, pero se pudo ver parcialmente en este álbum. 
Para 2011 el álbum había vendido 400 000 copias en los Estados Unidos.

## Lista de canciones
| CD  |                                                                                        |                   |                                  |          |  |
| N.º | Título                                                                                 | Letras            | Música                           | Duración |  |
| 1.  | «Thank You» (de Supposed Former Infatuation Junkie, 1998)                              | Alanis Morissette | Morissette, Glen Ballard         |          |  |
| 2.  | «Head over Feet» (de Jagged Little Pill, 1995)                                         | Morissette        | Morissette, Ballard              |          |  |
| 3.  | «8 Easy Steps» (de So-Called Chaos, 2004)                                              | Morissette        | Morissette                       |          |  |
| 4.  | «Everything» (de So-Called Chaos, 2004)                                                | Morissette        | Morissette                       |          |  |
| 5.  | «Crazy» (cover de Seal)                                                                | Seal Henry Samuel | Seal Henry Samuel, Guy Sigsworth |          |  |
| 6.  | «Ironic» (de Jagged Little Pill, 1995)                                                 | Morissette        | Morissette, Ballard              |          |  |
| 7.  | «Princes Familiar» (de Alanis Unplugged, 1999)                                         | Morissette        | Morissette, Ballard              |          |  |
| 8.  | «You Learn» (de Jagged Little Pill, 1995)                                              | Morissette        | Morissette, Ballard              |          |  |
| 9.  | «Simple Together» (de Feast on Scraps, 2002)                                           | Morissette        | Morissette                       |          |  |
| 10. | «You Oughta Know» (de Jagged Little Pill, 1995)                                        | Morissette        | Morissette, Ballard              |          |  |
| 11. | «That I Would Be Good» (de Supposed Former Infatuation Junkie, 1998)                   | Morissette        | Morissette, Ballard              |          |  |
| 12. | «Sister Blister» (de Feast on Scraps, 2002)                                            | Morissette        | Morissette                       |          |  |
| 13. | «Hands Clean» (de Under Rug Swept, 2002)                                               | Morissette        | Morissette                       |          |  |
| 14. | «Mercy» (de The Prayer Cycle, 1999)                                                    | Morissette        | Jonathan Elias                   |          |  |
| 15. | «Still» (de Dogma: Music from the Motion Picture, 1999)                                | Morissette        | Morissette                       |          |  |
| 16. | «Uninvited» (de City of Angels: Music from the Motion Picture, 1998)                   | Morissette        | Morissette                       |          |  |
| 17. | «Let's Do It (Let's Fall in Love)» (de De-Lovely: Music from the Motion Picture, 2004) | Cole Porter       | Porter                           |          |  |
| 18. | «Hand in My Pocket» (de Jagged Little Pill, 1995)                                      | Morissette        | Morissette, Ballard              |          |  |

| DVD |                                      |          |  |
| N.º | Título                               | Duración |  |
| 1.  | «Jagged Little Pill»                 |          |  |
| 2.  | «Supposed Former Infatuation Junkie» |          |  |
| 3.  | «Dogma»                              |          |  |
| 4.  | «The Prayer Cycle»                   |          |  |
| 5.  | «MTV Unplugged»                      |          |  |
| 6.  | «The One Tour»                       |          |  |
| 7.  | «Under Rug Swept»                    |          |  |
| 8.  | «Feast on Scraps»                    |          |  |
| 9.  | «De-Lovely»                          |          |  |
| 10. | «So-Called Chaos»                    |          |  |
| 11. | «Service in Other Forms»             |          |  |
| 12. | «The Awards»                         |          |  |
| 13. | «Jagged Little Pill Acoustic»        |          |  |
| 14. | «Final Gratitude»                    |          |  |

## Posicionamiento

### Álbum
| Listas (2005)        | Máxima posición |
| -------------------- | --------------- |
| U.S. Billboard 200   | 51              |
| Noruega Albums Chart | 6               |
| Israel Albums Chart  | 7               |
| Suiza Albums Chart   | 9               |
| Austria Albums Chart | 12              |

| Listas (2005)         | Máxima posición |
| --------------------- | --------------- |
| Italia Albums Chart   | 16              |
| Alemania Albums Chart | 18              |
| Irlanda Albums Chart  | 41              |
| UK Albums Chart       | 44              |

### Sencillo
| Año  | Sencillo | Posiciones | Posiciones             | Posiciones        | Posiciones  | Posiciones | Posiciones |
| Año  | Sencillo | CAN        | Bubbling Under Hot 100 | U.S. Adult Top 40 | U.S. Top 40 | AUS        | UK         |
| ---- | -------- | ---------- | ---------------------- | ----------------- | ----------- | ---------- | ---------- |
| 2005 | "Crazy"  | 29         | 4                      | 10                | 95          | 65         | 61         |